# 倪敬
倪敬（1416年—？），字汝敬，號月樓，直隸常州府無錫縣人，民籍。明朝政治人物。正統戊辰進士。

## 生平
正統九年（1444年）甲子科應天鄉試第十一名，正統十三年（1448年），中進士，授監察御史。景泰初年，巡視京畿地區饑荒，請減免田租，與戶部相持不下。之後再疏請，竟然批准。之後巡按山西，罷免當地一些粟補官令，并懲治豪強。隨後再出按福建等地，罷免當地官員。后因返鄉時在家居四個月，因此被逮捕，后恢復官職。景泰六年，恰逢當時多災難，倪敬與同為監察御史的吳江盛昶、江陰杜宥、蕪湖黃讓、羅俊、汪清六人一同上書請求皇帝廉政并減免營造浪費。明景帝不悅，下書至禮部。而禮部官員稱讚六人忠愛。景帝聽後仍然不寬恕。不久，詔令都御史蕭維禎考察其屬，命罷免這些人。十六位御史均被貶為典史，倪敬被派往廣西宜山。明英宗發動奪門之變后，詔命此等人均為知縣。安遠侯柳溥器重倪敬，在西征時請其跟隨，於是倪敬改為後軍都督府都事。又一年后，班師回朝，倪敬去世。

## 家族
曾祖父倪文斯。祖父倪峻，字维岳，别号静寄，以乡贡起家，在太宗朝尝上书谏事佛，被派出使占城，曾任兵科都給事中。父亲倪仲淵。

## 延伸阅读
[在维基数据编辑]
 《明史卷一百六十二》，出自《明史》